# Ecsedszentmárton
Szentmárton (Sentmartin, Zentmartun, Zenthmarton, 1864-ben Szentmárton puszta) elpusztult középkori falu a mai Tiborszállás határában, régen azonban Nagyecsed határába esett.

## Fekvése
Egykor Nagyecsed, ma Tiborszállás határába esik, a mai Szentmárton-puszta területén, az Ördöngős határrész 2-es és 3-as táblájában, ma inkább nagy kiterjedésű dűlő a tiborszállási határ északkeleti részén.

## Nevének eredete
Szentmárton neve az elpusztult középkori település Szentmárton emlékét őrzi.

## Története
Az egykori Árpád-kori falu Szentmárton a Gutkeled nemzetség ősi birtokai közé tartozott. Urai a Gutkeled nemzetséghez tartozó Báthori-család tagjai voltak.
Nevét az oklevelek 1212-ben említették először egy per kapcsán, mikor a Sárvári monostor  ide való jobbágya Gende (Gende de villa Sentmartin) egy közeli faluba, Czégénybe való embert vádol meg. Ekkor már falunak nevezik.
A szomszédos Sárvármonostor 13. század-i alapítói Szentmártont kegyúri adományként egyházukhoz csatolták.
1323-ban a falut Sárvár monostorával együtt említették, és népes községnek írták le, mint a Szent Márton tiszteletére szentelt Sárvári monostorhoz tartozó települést.
1400-ban a fennmaradt oklevelek Sárvár monostorát már csak mint pusztát írták le.
1415-ben Szentmárton falut Losonczi Zsigmond erőszakkal elfoglalta Szent Márton falut, de Erzsébet királyné még ugyanabban az évben visszaadta azt a Báthoryaknak.
1427-ben a Gacsályi család is részt kapott Szent Márton birtokból, tehát ekkor még lakott hely lehetett, azonban 3 elhagyott kőegyháza már mutatta a lakosság nagyméretű csökkenését.
A község és a hozzá tartozó monostor pusztulásának pontos idejére biztos adatok nincsenek. A Rákóczi-szabadságharc időszakából való összeírások még tartalmaznak ecsedszentmártoni illetőségű katonákat.
Maksai szerint a falu Mérk és Fábiánháza között feküdt, s a vidék szájhagyománya szerint a monostort és a falut is a láp nyelte el.
Romjait a Szentmárton erdőben, kis szigeten találták meg. Ez a terület ma Tiborszálláshoz tartozik.
Pesty Frigyes a következőket írta róla: "Hajdan falu volt, most puszta - templomának termés kőből épült falai néhány év előtt elpusztitattak - most leromlott kőhalom mutatja egykori létezését. Egy élő tanú beszéli, hogy körülbelül 20-25 évvel [ez] előtt borzot kergettek e helyre, s megásván itt a földet egy csontvázon fehér színű nyakláncot, - éket - találtak - mit azonban… a földbe ott hagyták."
A fennmaradt források szerint Szentmárton határa több száz hold területű volt és a következő határrészek tartoztak hozzá: Gergelyfahegy, Kapitány szállás, Kis puszta, Nagy puszta, Ördöngős, Előtelek, Kardos szállás.